# Mariola Ordak-Kaczorowska
Mariola Ordak-Świątkiewicz – polska aktorka, aktor lalkarz, reżyser, pedagog.
Absolwentka Studia Dramatycznego przy Teatrze im. Stefana Jaracza w Olsztynie (1995) oraz Państwowej Wyższej Szkoły Teatralnej – Wydziału Lalkarskiego we Wrocławiu (1999). Wykładowca w PWST we Wrocławiu (1999-2005).
Obecnie pracuje w Opolskim Teatrze Lalki i Aktora im. Alojzego Smolki.
Jest autorką programu dla dzieci w TVP Opole pt. "Telewizja Nieduża".

## Ważniejsze dokonania aktorskie
- Główna rola w przedstawieniu Czy mogę stworzyć świat, reż. K.Kobyłka (nagroda Złota Maska 2002)
- Ruda Lisica w spektaklu pt. O rudej lisicy i ognistym ptaku, reż. P. Nosálek;
- Rola tytułowa w Kasztance, reż. A. Leliawski;
- Cesarzowa Teofano w Misterium drogi świętego Wojciecha, reż. P. Nosálek;
- Rola tytułowa w spektaklu pt. Słowik, reż. A. Leliawski;
- Rola tytułowa w spektaklu pt. Balladyna, reż. P. Nosálek.

## Ważniejsze dokonania reżyserskie
- Baśń o rycerzu bez konia... M.Guśniowskiej, OTliA (2006)
- DRUMS – 4 dance/s/, OTLiA (2007) – współreżyseria i scenariusz
- Szklana góra, Teatr Lalki i Aktora w Wałbrzychu(2007)

## Nagrody
- Złota Maska 2002 – nagroda artystyczna Marszałka województwa opolskiego
- Wyróżnienie za rolę Świnki w spektaklu Czy mogę stworzyć świat w Teatrze Lalki i Aktora w Opolu na XX OFTL w Opolu 2001
- Złota maska – w kategorii reżyseria – Opole 2012